# Chris Herperger

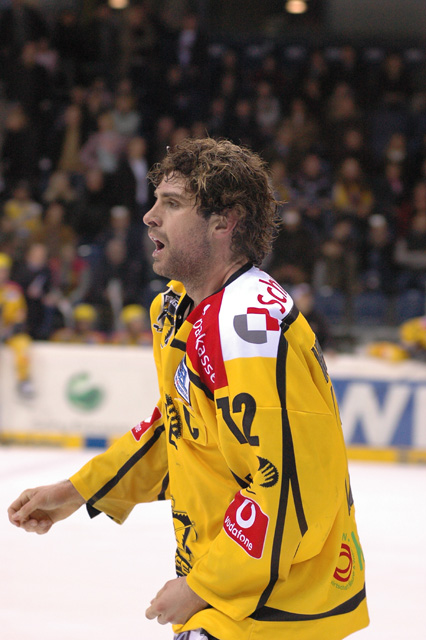
Chris Herperger

Chris Herperger, född 24 februari 1974, är en kanadensisk forward i ishockey som för närvarande spelar för Hannover Scorpions i den tyska ligan DEL. Chris Herperger har spelat i Europa sedan hösten 2003 och har förutom spel i Hannover också spelat för Krefeld Pinguine (Tyskland) samt Kloten Flyers i schweiziska ligan Nationalliga A. Innan dess spelade han i NHL för Chicago Blackhawks, Ottawa Senators och Atlanta Thrashers. Chris Herperger listades i 1992 års draft som nummer 223 i den tionde rundan av Philadelphia Flyers. Totalt har han spelat 169 matcher i NHL och gjort 43 poäng (18 mål,25 assist).